# Gary Hamilton (calciatore)
Gary Hamilton (Banbridge, 6 ottobre 1980) è un allenatore di calcio e calciatore nordirlandese, tecnico e attaccante del Glenavon.

## Carriera

### Club
Hamilton cominciò la carriera con la maglia del Blackburn, per poi passare in prestito al Rochdale. Nel 2001 si trasferì ai norvegesi del Raufoss, per cui debuttò nella 1. divisjon in data 20 maggio: fu infatti titolare nella sconfitta per 2-1 sul campo del Kjelsås. Il 24 maggio arrivò la prima rete, nel 2-0 inflitto allo Skeid.
Successivamente giocò con le maglie di Portadown, Glentoran e Glenavon, diventando allenatore-giocatore di quest'ultima squadra.

### Nazionale
Vanta 5 presenze senza reti con la sua nazionale.

## Statistiche

### Cronologia presenze e reti in nazionale
| Cronologia completa delle presenze e delle reti in nazionale ― Irlanda del Nord | Cronologia completa delle presenze e delle reti in nazionale ― Irlanda del Nord | Cronologia completa delle presenze e delle reti in nazionale ― Irlanda del Nord | Cronologia completa delle presenze e delle reti in nazionale ― Irlanda del Nord | Cronologia completa delle presenze e delle reti in nazionale ― Irlanda del Nord | Cronologia completa delle presenze e delle reti in nazionale ― Irlanda del Nord | Cronologia completa delle presenze e delle reti in nazionale ― Irlanda del Nord | Cronologia completa delle presenze e delle reti in nazionale ― Irlanda del Nord |
| Data                                                                            | Città                                                                           | In casa                                                                         | Risultato                                                                       | Ospiti                                                                          | Competizione                                                                    | Reti                                                                            | Note                                                                            |
| ------------------------------------------------------------------------------- | ------------------------------------------------------------------------------- | ------------------------------------------------------------------------------- | ------------------------------------------------------------------------------- | ------------------------------------------------------------------------------- | ------------------------------------------------------------------------------- | ------------------------------------------------------------------------------- | ------------------------------------------------------------------------------- |
| 4-6-2003                                                                        | Campobasso                                                                      | Italia                                                                          | 2 – 0                                                                           | Irlanda del Nord                                                                | Amichevole                                                                      | -                                                                               | 75’                                                                             |
| 28-4-2004                                                                       | Belfast                                                                         | Irlanda del Nord                                                                | 1 – 1                                                                           | Serbia e Montenegro                                                             | Amichevole                                                                      | -                                                                               | 46’                                                                             |
| 30-5-2004                                                                       | Waterford                                                                       | Barbados                                                                        | 1 – 1                                                                           | Irlanda del Nord                                                                | Amichevole                                                                      | -                                                                               | 80’                                                                             |
| 2-6-2004                                                                        | Basseterre                                                                      | Saint Kitts e Nevis                                                             | 0 – 2                                                                           | Irlanda del Nord                                                                | Amichevole                                                                      | -                                                                               | 66’                                                                             |
| 18-8-2004                                                                       | San Gallo                                                                       | Svizzera                                                                        | 0 – 0                                                                           | Irlanda del Nord                                                                | Amichevole                                                                      | -                                                                               | 71’                                                                             |
| Totale                                                                          |                                                                                 | Presenze                                                                        | 5                                                                               |                                                                                 | Reti                                                                            | 0                                                                               |                                                                                 |

## Palmarès

### Giocatore

#### Club

##### Competizioni nazionali
- Campionato nordirlandese: 2

Portadown: 2001-2002
Glentoran: 2008-2009
- Irish Football League Cup: 1

Glentoran: 2006-2007
- Irish Cup: 2

Portadown: 2004-2005
Glenavon: 2013-2014, 2015-2016

#### Individuale
- Capocannoniere del campionato nordirlandese: 1[4]

2006-2007 (27 gol)

### Allenatore

#### Competizioni nazionali
- Irish Cup: 2

Glenavon: 2013-2014, 2015-2016